# Nord-Süd-Kommission
Die Nord-Süd-Kommission (N.-S.-K., auch Brandt-Kommission) war eine unter dem Vorsitz Willy Brandts 1977 gegründete „Unabhängige Kommission für Internationale Entwicklungsfragen“. Sie wurde unter Anregung des damaligen Weltbank-Präsidenten Robert McNamara ins Leben gerufen und widmete sich entwicklungspolitischen Problemen.

## Politische Arbeit
Nach über zwei Jahren legte die Kommission am 12. Februar 1980 in New York City dem Generalsekretär der Vereinten Nationen den 1. Nord-Süd-Bericht (Brandt-Bericht oder Brandt-Report) mit dem Titel „Das Überleben sichern“ vor. Mit dem Bericht wurde die Aufmerksamkeit auf die aktuellen Probleme der Dritten Welt gelenkt. Er bot als Lösungsmöglichkeit unter anderem eine neue Weltwirtschaftsordnung an und forderte den Einbezug der Länder des Südens.
Vor dem Hintergrund der sich wieder verhärtenden Ost-West-Fronten wurden die Vorschläge in der westlichen Staatenwelt jedoch mit Skepsis betrachtet, da sie sozialistisch angehaucht erschienen. Teils wegen fehlender Mittel, teils wegen wirtschaftsliberaler Einstellungen unterstützen einige westliche Regierungen die Vorschläge zur Neuordnung des Weltwirtschaftssystems nicht.
Nach dem Ausgang des Nord-Süd-Gipfels 1981 im mexikanischen Cancún beschloss die Kommission, ihre Arbeit fortzusetzen und erneut zu Maßnahmen zur Bewältigung schwerer Probleme der Weltwirtschaft aufzurufen. Der 2. Brandt-Bericht der Nord-Süd-Kommission erschien 1982 unter dem Titel „Hilfe in der Weltkrise“.
„Die Nord-Süd-Beziehungen haben sich nicht verbessert, sondern sogar noch verschlechtert“, klagte Friedensnobelpreisträger Brandt in seinen Memoiren. Sein Versuch, die Ost-West-Entspannung mit der Nord-Süd-Annäherung zu komplettieren, scheiterte am Siegeszug von Ronald Reagans und Margaret Thatchers. Nicht die sozialdemokratische Version vom fürsorglich starken Staat, sondern Neoliberalismus und Deregulierung standen bei der Globalisierung Pate.
Der Nord-Süd-Kommission gehörten 18 Politiker und Wissenschaftler aus Entwicklungs- und Industrieländern an:
1. Willy Brandt (Bundesrepublik Deutschland)
2. Abdalativ Y. Al-Hamad (Kuwait)
3. Rodrigo Botero (Kolumbien)
4. Antoine Kipsa Dakouré (Obervolta)
5. Eduardo Frei Montalva (Chile)
6. Katharine Graham (USA)
7. Edward Heath (Großbritannien)
8. Amir H. Jamal (Tansania)
9. Khatijah Ahmad (Malaysia)
10. Lakshmi Kant Jha (Indien)
11. Adam Malik (Indonesien)
12. Haruki Mori (Japan)
13. Joe Morris (Kanada)
14. Olof Palme (Schweden)
15. Peter G. Peterson (USA)
16. Edgar Pisani (Frankreich)
17. Shridath Ramphal (Guyana)
18. Layachi Yaker (Algerien)

Ex officio war Göran Ohlin (Schweden) der Exekutivsekretär der Kommission, Direktoren des Sekretariats waren Dragoslav Avramović (Jugoslawien) und Jan Pronk (Niederlande).